# حمام شرعة (حالمين)

تعديل مصدري - تعديل

حمام شرعة هي إحدى قرى عزلة حبيل الريدة بمديرية حالمين التابعة لمحافظة لحج، بلغ تعداد سكانها 143 نسمة حسب تعداد اليمن لعام 2004.